# Robert Vaughan
Robert Powell Vaughan (1592?-16 de mayo de 1667) fue un destacado anticuario y coleccionista de manuscritos galés. Su colección, que luego recibiría el nombre de la biblioteca Hengwrt–Peniarth, forma parte del acervo de la Biblioteca Nacional de Gales.

## Biografía

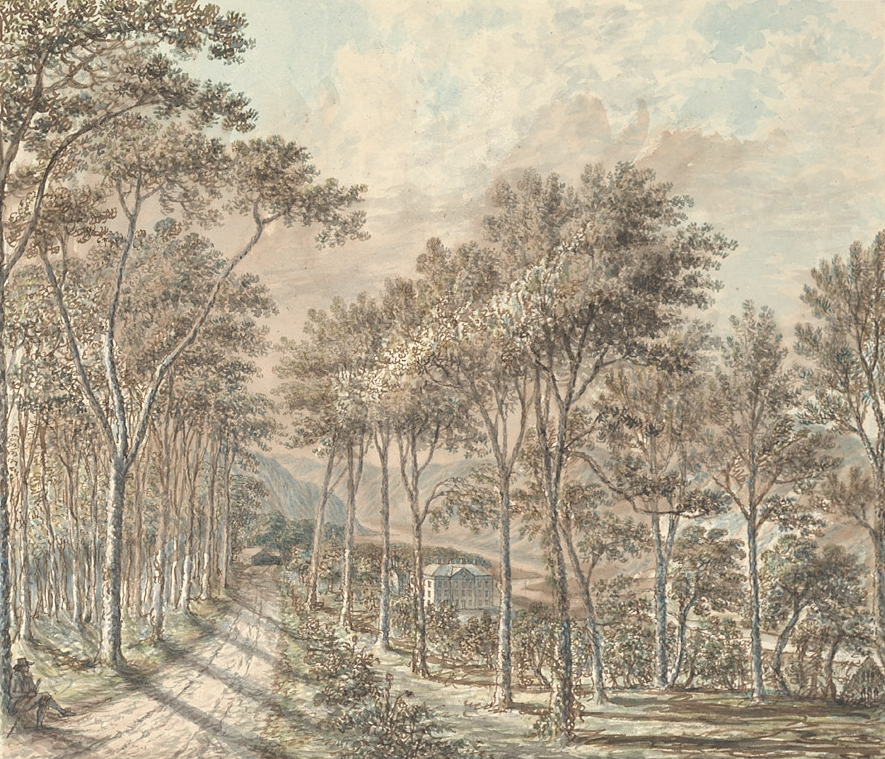
Hengwrt, residencia de la familia Vaughan, 1793.

Vaughan nació en Gwengraig, Dolgellau, alrededor del año 1592. Poco se sabe sobre sus primeros años; hay un registro de su ingreso en el Oriel College de Oxford en 1612, aunque no llegó a completar sus estudios. Más tarde se asentó en la mansión de Hengwrt en Llanelltyd, una propiedad que pertenecía a su familia materna. Vaughan fue activo en el ámbito legal de Merioneth y trabajó como juez de paz.
Vaughan se interesó desde muy temprana edad por la historia y la genealogía de Gales. Esta tendencia no era inusual en los terratenientes (en inglés, Landed gentry) de la época. Sin embargo, Vaughan fue un paso más allá y se dedicó a recopilar manuscritos y libros que luego conservó en su residencia de Hengwrt. La labor de Vaughan fue vital para la conservación de textos únicos que podrían haberse perdido. Llegó a aumentar su número de ejemplares de forma exponencial tras llegar a un acuerdo con el calígrafo y coleccionista de manuscritos John Jones de Gellilyfdy, Flintshire, según el cual el primero en morir legaría su colección completa a la otra parte interesada. La historia del «acuerdo» entre Jones y Vaughan aparece en una edición de 1834 del libro de Vaughan British Antiquities Revisited de Saunderson, pero también resulta probable que Vaughan se hubiera hecho con los manuscritos como parte del pago de una deuda (Jones, abogado de profesión, estaba muy endeudado y ya había pisado la cárcel de Fleet un par de ocasiones). Vaughan también se dedicó a transcribir textos, realizó investigaciones genealógicas, tradujo Brut y Tywysogion (Crónica de los Príncipes) del galés al inglés y escribió varios tratados históricos breves, así como el libro British Antiquities Revived, publicado por primera vez en 1662 en Oxford.
Vaughan falleció en 1667 y sus restos recibieron sepultura en Dolgellau. Tuvo cuatro hijos y cuatro hijas, y sus descendientes ocuparon puestos importantes en la región por varias décadas. Su hija Jane formó parte de la expedición de la Sociedad Religiosa de los Amigos que zarpó rumbo a Pensilvania a finales del siglo XVII bajo el mando de Rowland Ellis.

## Biblioteca Hengwrt–Peniarth

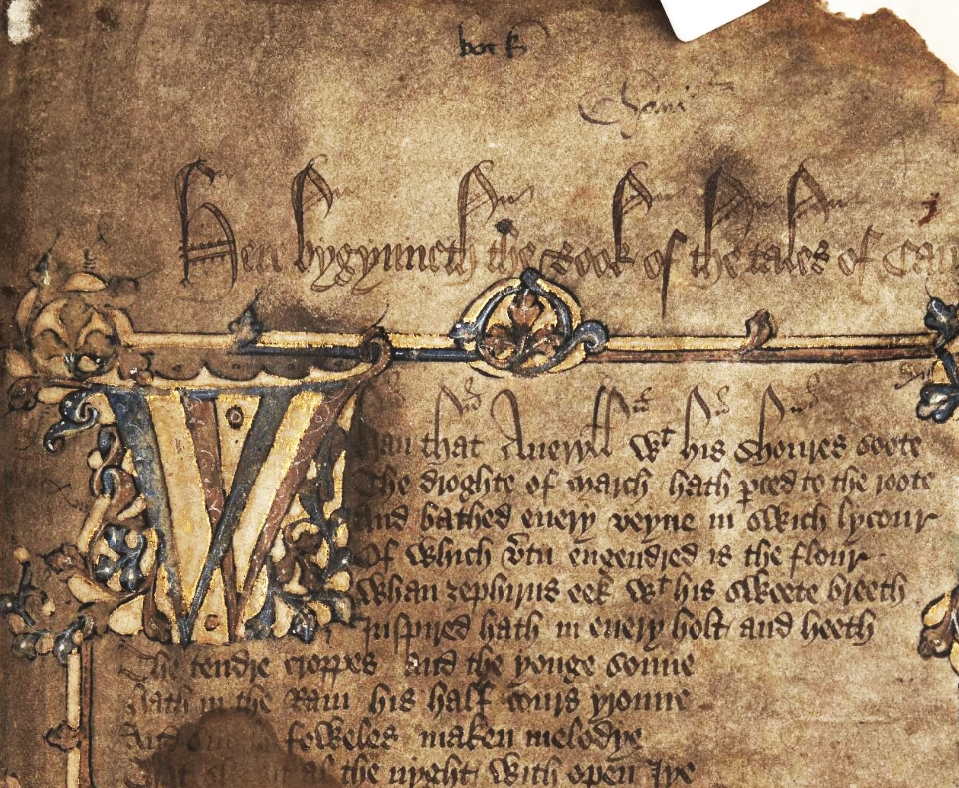
Primer folio del manuscrito Hengwrt de Los cuentos de Canterbury, conservado en la colección de Vaughan.

La cuantiosa colección de manuscritos de Vaughan permaneció bajo el cuidado de sus descendientes en Hengwrt, no así su colección de los primeros libros impresos, que fue adquirida por un vendedor de libros de Bristol y distribuida entre particulares. En 1905, siguiendo un periodo de intensas negociaciones, Sir John Williams se hizo con los manuscritos de la familia Wynne de Peniarth. El anticuario y parlamentario galés William Watkin Wynne (1801-1880) adquirió más ejemplares que sumó a la colección que había heredado de Sir Robert Vaughan (1803-1859), también parlamentario por el distrito de Merioneth. La biblioteca Hengwrt–Peniarth se trasladaría más adelante a Aberystwyth, sede de la Biblioteca Nacional.
La colección de Vaughan contiene varios textos de relevancia histórica y literaria, especialmente el Libro de Taliesin, el manuscrito Hengwrt de Los cuentos de Canterbury de Geoffrey Chaucer, probablemente la copia conocida más antigua, y el Libro negro de Carmarthen. Vaughan también custodió el manuscrito Hendregadredd durante una época, pero este desapareció de Hengwrt a finales del siglo XVII.